# 15 червня
15 червня — 166-й день року (167-й у високосні роки) у григоріанському календарі. До кінця року залишається 199 днів.

## Свята і пам'ятні дні

### Міжнародні
- ООН: День захисту людей похилого віку. (Всесвітній день поширення інформації про зловживання щодо осіб похилого віку)
- Всесвітній день вітру. (Global Wind Day)

### Національні
- Італія: День інженера.
- Азербайджан: День національного порятунку.
- Данія: День Короля Вальдемара II і День возз'єднання або День прапора.
- Коста-Рика: День посадки дерев.
- Киргизстан: День працівника протипожежної служби.

## Іменини
- Православні: Михайло, Теодор[1]
- Католицькі: Софія, Іоанн, Ісидор.

## Події
- 1215 — англійський король Джон Безземельний скріпив своєю печаткою Велику Хартію Вольностей (Magna Charta), яка гарантувала права та привілеї лицарства, надання свободи дій церкві та зобов'язувала короля дотримуватися державних законів (перша «неписана конституція» Англії).
- 1775 — за наказом Катерини ІІ російські війська під командуванням генерала Петра Текелі (серба за національністю) зруйнували Запорізьку Січ.
- 1830 — у Севастополі почався «чумний бунт» матросів, невдовзі придушений військами.
- 1844 — Ч.Гуд'їр запатентував метод вулканізації гуми.
- 1851 — у Балтиморі молочар Джекоб Фуссель заснував першу у світі фабрику з виробництва морозива.
- 1869 — Джон Веслі Гаят запатентував целулоїд.
- 1903 — у Російській імперії прийнятий закон, про відповідальність підприємців за нещасні випадки з робітниками на виробництві
- 1924 — керівником ФБР призначено Едгара Гувера, котрий пробув на цьому посту наступні 48 років, аж до своєї смерті в 1972 році.
- 1940 — Червона армія окупувала Литву.
- 2007 — Прем'єрний показ першого українського анімаційного мультсеріалу «Лис Микита».
- 2014 — вперше в історії чемпіонатів світу з футболу під час гри Франція—Гондурас, довела свою ефективність також історично вперше запроваджена на ЧС-2014 автоматична система визначення голу GoalControl.
- 2014 — Війна на сході України: від проросійських бойовиків було звільнено село Весела Гора.

## Народились
Дивись також Категорія:Народились 15 червня
- 1330 — Едуард Чорний Принц, старший син короля Едуарда ІІІ Плантагенета.
- 1397 — Паоло Учелло, італійський художник і математик доби раннього Відродження.
- 1594 — Ніколя Пуссен, великий французький живописець, найпослідовніший представник класицизму, філософ, теоретик мистецтва.
- 1843 — Едвард Ґріґ, норвезький композитор.
- 1860 — Олександр Томсон, український мовознавець родом з Естонії.
- 1902 — Ерік Еріксон, американський психоаналітик; розвинув теорію стадіального формування психосоціальної «групової ідентичності» і паралельно «егоідентичності».
- 1903 — Віктор Браунер, румунський та французький живописець, графік, скульптор, містик, езотерик, представник сюрреалізму.
- 1924 — Езер Вейцман, ізраїльський військовий та державний діяч, президент Ізраїлю від 1993 до липня 2000 року.
- 1941 — Іван Миколайчук, видатний український кіноактор, сценарист, режисер, письменник.
- 1946 — Михайло Хай, кобзар, кандидат мистецтвознавства.
- 1946 — Деміс Руссос, грецький співак.
- 1949 — Саймон Каллоу, британський актор, режисер, оповідач і письменник.
- 1972 — Андрій Мохник, український політичний діяч.
- 1973 — Ніл Патрік Гарріс, американський актор кіно, театру та дубляжу («Як я зустрів вашу маму»).

## Померли
Дивись також Категорія:Померли 15 червня
- 1573 — Антун Вранчич, угорський єпископ, письменник, історик і дипломат хорватського походження. Дядько вченого і гуманіста Фауста Вранчича.
- 1930 — Олександр Андрієвський, український фольклорист, етнограф.
- 1938 — Ернст Людвіг Кірхнер, німецький художник-експресіоніст.
- 1968 — Вес Монтґомері, американський джазовий гітарист.
- 1971 — Венделл Мередіт Стенлі, американський вірусолог і біохімік. Член Національної академії наук США.
- 1991 — Артур Люїс, британський економіст, лауреат Нобелівської премії з економіки.
- 1995 — Джон Вінсент Атанасов, американський фізик, математик та інженер-електрик болгарського походження, творець першого в світі електронного цифрового комп'ютера.
- 1996 — Елла Фіцджеральд, американська джазова співачка.
- 2010 
  - Юрій Іллєнко, український кінорежисер, кінооператор, сценарист та політик.
  - Бекім Фехмію, югославський актор албанського походження.